# Vincenzo Pipitone
Vincenzo Pipitone (Marsala, 2 luglio 1854 – Trapani, 13 settembre 1928) è stato un giornalista e politico italiano.

## Biografia
Di umili origini, si mantiene agli studi liceali e all'università col proprio lavoro.
Appena laureato in lettere e filosofia insegna nella scuola tecnica di Marsala e al liceo di Castelvetrano e inizia al contempo una intensa attività giornalistica. È stato uno dei primi animatori del socialismo siciliano, fondatore di cooperative e di leghe di resistenza dei lavoratori contro gli interessi dei latifondisti e della classe dirigente liberale. Tra gli altri sodalizi ha fondato nel 1882 la "Società democratica Garibaldi", di ispirazione socialista e mazziniana, che gli vale la sorveglianza della polizia e la schedatura come sovversivo nel Casellario politico. Con la società, fonda - assieme al Prof. Vito Rubino - il periodico La Nuova Età, portavoce delle battaglie della classe lavoratrice.  Fonda nel 1902 la Società cooperativa agricola di Marsala
Diviene Consigliere provinciale di Trapani (1887-1892, 1890-1895, 1902-1909 e 1910-1916), di cui è anche presidente dal 1911 al 1912 e dal 195 al 1916.  Viene eletto per la prima volta deputato del Regno nel 1895 nel collegio di Marsala nelle file del Partito Radicale; confermato per altre cinque legislature , non si ricandida alle elezioni del 1919 e nell'ottobre 1920 viene nominato senatore del Regno e aderisce al gruppo Unione democratica sociale. Nel 1924 si iscrive al partito fascista.